# Чесноков, Александр Николаевич
Александр Николаевич Чесноко́в (1900—1991) — начальник управлений НКВД и НКГБ по Хабаровскому краю, генерал-лейтенант (1943).

## Биография
С октября 1917 г. до марта 1918 г. — учёба в Петроградском коммерческом училище.
В 1918—1919 гг. — в пограничных войсках ВЧК.
С декабря 1919 г. по май 1920 г. — в Петроградской губернской ЧК.
Член РКП(б) с 1920 г.
До ноября 1920 г. — военный контролёр пограничного пункта Особого отдела ВЧК в Петрограде.
В 1920—1922 гг. — уполномоченный, начальник особого пункта ВЧК — ГПУ в Видлицкой волости Автономной Карельской ССР.
В 1922—1923 гг. — старший военный контролёр, уполномоченный Особого отдела ГПУ Морских сил Балтийского моря в Кронштадте.
С апреля до декабря 1923 г. — уполномоченный особого пограничного пункта ГПУ — ОГПУ в Ораниенбауме.
В 1923—1926 гг. — уполномоченный особого пограничного участка ОГПУ в селе Гора-Валдай Петроградской губернии.
С января до ноября 1926 г. — комендант пограничного участка 6-го пограничного отряда ОГПУ села Гора-Валдай Ленинградской губернии.
В 1926—1928 гг. — комендант пограничного участка 7-го пограничного отряда ОГПУ Кингисеппского уезда Ленинградской губернии.
С сентября 1928 г. до августа 1929 г. — слушатель Курсов усовершенствования командного состава Высшей пограничной школы ОГПУ СССР.
В 1929—1932 гг. — комендант пограничного участка 54-го Нерчинского пограничного отряда ОГПУ Восточно-Сибирского края.
В 1932—1935 гг. — инспектор Управления пограничных и внутренних войск Полномочного представительства ОГПУ при СНК СССР — Управления НКВД по Восточно-Сибирскому краю.
В 1935—1937 гг. — начальник Штаба 64-го Мангутского пограничного отряда НКВД Кыринского района Восточно-Сибирского края.
С февраля 1937 г. до мая 1938 г. — слушатель Школы усовершенствования командного состава НКВД СССР.
В 1938—1939 гг. — старший помощник начальника 3-го отделения Службы Главного управления пограничных войск НКВД СССР.
В 1939—1940 гг. — начальник 5-го отделения, заместитель начальника Управления пограничных войск Управления НКВД по Хабаровскому краю по разведке.
В 1940—1941 гг. — заместитель начальника Управления НКВД по Хабаровскому краю.
С 26 февраля до 31 июля 1941 г. — начальник Управления НКГБ по Хабаровскому краю.
В 1941—1943 гг. — заместитель начальника Управления НКВД по Хабаровскому краю.
В 1942—1945 гг. — начальник Особого отдела НКВД — Управления контрразведки Народного комиссариата обороны Дальневосточного фронта.
С 5 августа до 13 сентября 1945 г. — начальник Управления контрразведки Народного комиссариата обороны 2-го Дальневосточного фронта.
С октября до декабря 1945 г. — в резерве Главного управления контрразведки Народного комиссариата обороны СССР.
В 1945—1954 гг. — начальник Управления контрразведки Народного комиссариата обороны — вооружённых сил — Министерства вооружённых сил — МГБ — Особого отдела МВД — КГБ Таврического военного округа.
С января 1955 г. — на пенсии.
В марте 1958 г. был исключён из КПСС, а в декабре 1966 г. был восстановлен в партии.

### Звания
- капитан, 15.06.1936;
- майор, 23.03.1938;
- полковник, 15.05.1939;
- майор государственной безопасности, 27.03.1941;
- старший майор государственной безопасности, 22.09.1941;
- комиссар государственной безопасности, 14.02.1943;
- генерал-майор, 26.5.1943;
- генерал-лейтенант, 02.11.1943.

### Награды
- орден Красной Звезды, 14.02.1941[1];
- орден Ленина, 28.10.1943;
- орден Отечественной Войны I степени, 31.07.1944;
- орден Красного Знамени, 03.11.1944;
- орден Ленина, 21.02.1945;
- орден Красного Знамени, 08.09.1945;
- орден Красного Знамени, 25.07.1949;
- орден Красной Звезды, 28.10.1967.